# اس‌اس ساوانه
اس‌اس ساوانه (به انگلیسی: SS Savannah) یک کشتی بود که طول آن ۹۸ فوت (۳۰ متر) بود. این کشتی در سال ۱۸۱۸ ساخته شد.